# Skrjabingylus
Skrjabingylus ist eine Gattung von Fadenwürmern, die in der Stirnhöhle bei Mardern und Skunks parasitieren. Sie ist die einzige Gattung innerhalb der Unterfamilie Skrjabingylinae.

## Merkmale
Die Adulten sind rot und haben eine modifizierte Bursa copulatrix mit fleischigen Seitenlappen, Weibchen eine mediane Vulva in Körpermitte. Dies reicht mit der Lokalisation des Parasiten in der Stirnhöhle bereits zur Gattungsdiagnose. Die beiden Seitenlappen der Bursa copulatrix tragen sechs Papillen, das Gubernaculum ist stark reduziert. Der Ovijektor hat einen deutlichen Schließmuskel, die Weibchen sind amphidelphisch.

## Entwicklungszyklus
Weibchen sind ovovivipar, das erste Larvenstadium entsteht bereits im Uterus. Die schlüpfenden Larven wandern in den Rachen, werden abgeschluckt und gelangen mit dem Kot in die Außenwelt. Wie alle Metastrongylidae benötigen Skrjabingylus-Arten einen Zwischenwirt, nämlich Schnecken, Weichtiere oder Fische. Im Zwischenwirt entwickelt sich über zwei Häutungen das dritte Larvenstadium. Dieses wird entweder direkt mit dem Zwischenwirt vom Endwirt aufgenommen oder es sind paratenische Wirte wie Amphibien oder Reptilien dazwischengeschaltet, in denen sich die Larve 3 nicht weiterentwickelt, aber ansammelt. Im Endwirt durchdringt die Larve die Darmwand, häutet sich zu den Subadulten, welche in die Bauchhöhle gelangen. Von hier wandern die Subadulten entlang der Nerven in den Subarachnoidalraum des Zentralnervensystems bis zum Vorderhirn. Über die Riechnerven wandern sie durch die Siebplatte des Siebbeins und von dort über die Nasengänge in die Nasennebenhöhlen.

## Systematik
Die Unterfamilie enthält nur eine Tribus (Skrjabingylini) mit der Subtribus Skrjabingylinii und der Gattung Skrjabingylus. Zur Artdiagnostik werden Wirt sowie Länge und Form der Spitze der Spicula verwendet. Folgende Arten werden differenziert:
- Skrjabingylus chitwoodorum (Wirte Streifenskunks, Fleckenskunks)
- Skrjabingylus lutrae (Wirte Neuweltotter)
- Skrjabingylus nasicola (Wirte Mustela-Arten und Amerikanischer Nerz)
- Skrjabingylus petrowi (Wirte Echte Marder)
- Skrjabingylus ryjikovi (Wirte Echte Marder)
- Skrjabingylus santaceciliae (Wirt Haubenskunk)